# 查克·贝里
查尔斯·爱德华·安德森·“查克”·贝里（英語：Charles Edward Anderson Chuck Berry，1926年10月18日—2017年3月18日）是一位美国吉他手、歌手和词曲作者，是搖滾音乐类型的先驱者之一。在（1955）、（1956）、（1957）和（1958）等歌曲中，贝里从节奏布鲁斯音乐中提炼发展出独属于摇滚的主要元素，歌词以青少年生活和消费主义为焦点。他的吉他独奏和舞台风格成为了后来摇滚乐的主要影响来源。
贝里出生于密苏里州圣路易斯的一个中产阶级家庭，自幼对音乐感兴趣，在自己就读的高中第一次公开演唱。1944年至1947年，还是高中生的他因持械抢劫入狱服刑。到1953年初，贝里已开始与约翰尼·约翰逊三人组一起演出。1955年5月，贝里的音乐生涯取得了突破，他前往芝加哥，遇见了马迪·沃特斯，并遵循后者的建议签约了切斯唱片。他在切斯旗下录制的第一首歌曲在公告牌节奏布鲁斯排行榜上达到首位，该单曲唱片售出了超过100万张。到1950年代末，贝里已声名显赫，拥有多首热门单曲，在银幕上出镜数次，也在巡演中收益颇丰。但在1962年1月，他因偷运一位14岁女孩过州境线而被判处三年徒刑。贝里于1963年出狱后，在60年代中期产出了几首热门歌曲，包括、和。到1970年代中期，他更多地作为满足观众怀旧需求的艺人现场演唱自己的经典曲目，与水平不一的当地伴奏乐队合作。1979年，他因逃税入狱了120天。
1986年，贝里成为了首批入选摇滚名人堂的音乐人之一，被评价为“不但为摇滚音乐，还为摇滚姿态奠定了根基”。他出现在《滚石》杂志的多个“史上最伟大”榜单中，包括在2003年滾石雜誌一百大吉他手評選為第6名，2011年評選為第7名，2004年的“史上最伟大的艺人”榜单上排名第5位。摇滚名人堂的“500首塑造了摇滚乐的歌曲”名单收录了3首贝里的作品：、和。

## 1926-54年：早年
贝里出生于密苏里州圣路易斯，在六个孩子中排行第四。他在城北维尔区长大，那里是当时的中产阶级居民区。父亲亨利（Henry）是一位承包商，也是附近浸礼宗教堂的执事。母亲玛莎（Martha）是一位持证的公立学校校长。贝里的中产家庭背景使他能够从小追求自己对音乐的兴趣，于1941年在萨姆纳高中（Sumner High School）就读时第一次公开演唱。1944年，贝里与朋友一起抢劫堪萨斯城的三家商店后持枪劫车，随后被捕，并被判为持械抢劫罪，当时他还是萨姆纳高中的学生。据贝里自传中的叙述，他在自己的车坏了后拦下路过的一辆轿车，用一把假手枪指着司机后抢了车:53。贝里被送进杰斐逊城附近的阿尔戈亚（Algoa）中级少管所，他在那里组建了一个四人演唱组合，练习了拳击。这个四人组变得很优秀，以至于管理人员允许他们到拘留所外演唱:61。1947年，贝里在他21岁生日那天出狱，于1948年10月28日迎娶了瑟曼塔·“托迪”·萨格斯（Themetta "Toddy" Suggs）。为了养家，贝里在圣路易斯做几份工：在两家汽车组装厂短暂打工，还在自己住的公寓楼担任门卫。后来，他到安妮·马隆创办的波罗美容学院（Poro College of Cosmetology）进修，成为了一名美容师:20–22。到1950年，他已经能够在维蒂尔街（Whittier Street）买上一幢“三个房间带浴室的砖砌小屋”:179。这幢房子如今叫做查克·贝里之家，入选了美国国家史迹名录。贝里的女儿达琳·英格丽·贝里（Darlin Ingrid Berry）于1950年10月3日出生:20。
1950年代早期，贝里在圣路易斯的夜总会里与当地乐队合作登台，以赚取额外收入:22。他自青少年时代起就会弹唱布鲁斯，从乐手丁骨·沃尔克那里借鉴吉他重复段（riff）和弹奏风格。他还向朋友伊拉·哈里斯（Ira Harris）学习吉他，为他日后的吉他风格打下基础。自1953年初，贝里与约翰尼·约翰逊的三人组一起演出，开始了他和这位钢琴师的长期合作关系。虽然他们乐队主要演奏布鲁斯和谣曲，但在当地白人中最流行的是乡村音乐。贝里写道：“好奇心促使我向以黑人为主的观众群演奏很多乡村乐，一些黑人观众开始窃窃私语道‘谁是那个黑人鄉村樂歌手？’他们嘲笑了我几次后开始要求我演奏鄉村樂音乐，高兴地听着跳舞。:89”贝里的表演技巧纯熟，混合了乡村和节奏布鲁斯的曲调，用納·京·高爾的唱法去唱马迪·沃特斯的音乐。这一切使贝里吸引了更广泛的观众群体，尤其是富裕的白人阶层。

## 1955-62年：巅峰期
1955年5月，贝里来到芝加哥，遇见了马迪·沃特斯。在他的建议下，贝里联系了切斯唱片的莱纳德·切斯。贝里本以为自己的布鲁斯音乐会让切斯最感兴趣，但结果一首鲍勃·威尔斯的乡村与西部风格老歌引起了他的注意。切斯已经目睹了节奏布鲁斯市场的缩小，正试图转型，认为贝里或许就是他们需要的艺人。于是，1955年5月21日，贝里录制了改编自的歌曲。在录音中，约翰尼·约翰逊弹奏钢琴，杰罗米·格林（Jerome Green，波·迪德利的乐队成员）摇动沙锤，贾斯普·托马斯（Jasper Thomas）打鼓，威利·迪克森弹奏贝斯。单曲发行后售出了超过100万张，在公告牌节奏布鲁斯排行榜上达到第1位，并于1955年9月10日在公告牌畅销唱片榜上达到第5位。
1956年6月末，贝里的歌曲在公告牌百强榜上达到第29位，他作为“56年的顶尖艺人”（"Top Acts of '56"）一员进行了巡演。他与卡爾·帕金斯成为了朋友。帕金斯说：“我第一次听到查克的音乐就知道他受了乡村乐的影响。我尊重他的作品；他的唱片非常非常棒。”他们一起巡演时，帕金斯发现贝里不仅喜欢乡村音乐，还像他一样知道许多歌曲。吉米·罗杰斯是他最爱的歌手之一。“查克知道每个布鲁斯约德尔歌手，还有比尔·门罗的大部分歌曲”，帕金斯回忆道，“他告诉我他是如何在贫穷、艰难的环境下长大。他的生活不容易。他是一个好人。我真的很喜欢他。”

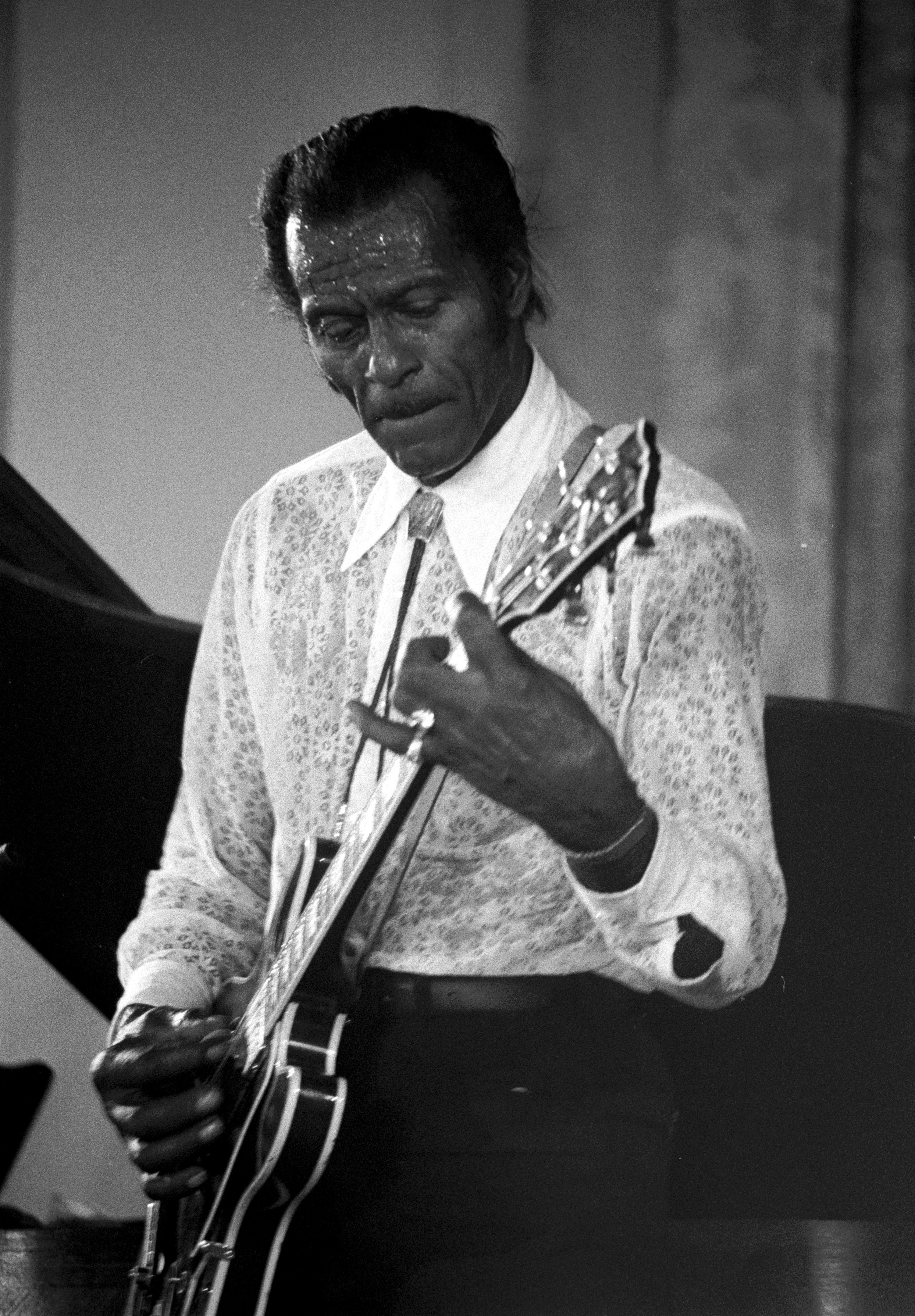
在法国多維爾演唱的贝里，1987年7月13日。

1957年末，贝里参加了艾伦·弗里德组织的美国巡演，名为“1957年明星的最大牌演出”（Biggest Show of Stars for 1957）的，参与的其他明星包括埃弗里兄弟、巴迪·霍利等人。他也作客美国广播公司的《盖·米歇尔秀》，在节目中演唱他的热门曲目。从1957年到1959年，贝里接连产出了超过一打排行榜热门单曲，进入美国榜前10位的有、和。他还在两部早期摇滚电影中出场。第一部是《摇滚 摇滚 摇滚》（Rock Rock Rock, 1956），他在片中演唱了。他在艾伦·弗里德参与的影片《走，约翰尼，走！》（Go, Johnny, Go!，1959）中配音出演自己，演唱了、和。贝里在1958年新港爵士音乐节上演唱的画面出现在纪录片《夏日爵士》（1960）中。
到1950年代末，贝里已成为备受瞩目的明星，名下有多张热门唱片和几次电影出镜。他在圣路易斯开了一家种族混合的夜总会，名叫“贝里演奏台俱乐部”（Berry's Club Bandstand），还投资了房地产。然而，贝里于1959年12月因违反曼恩法案被捕。可疑的指控称，他将一位14岁的阿帕契族女孩贩运过州边境线，让她在自己夜总会的前台负责存放客人衣帽，并和她发生性关系。在1960年3月持续两周的初审后，贝里被判有罪，需支付罚款5,000美元，获刑五年。他认为法官用种族歧视的语句和态度使评审团产生了偏见，以该理由上诉获得了成功。第二次审理于1961年5月和6月举行，判罚结果为入狱三年:123–24:129。在第二次上诉失败后，贝里在1962年2月到1963年10月期间入狱服刑，为期一年半:161。在受审期间，他继续录音和演唱工作，但产出作品的速度放缓，因为他的受欢迎程度下降了。贝里在入狱前发行的最后一首单曲是。

## 1963-69年：下坡路
贝里在1963年出狱时正值英国入侵浪潮席卷美国。以披头士和滚石为首的英国乐队翻唱了他的歌曲，使大众保持了对他音乐的兴趣，贝里得以继续歌唱生涯:163。美国乐队海滩男孩也是诸多重录他作品的团体之一，他们1963年的热门歌曲是在的基础上改编的。1964年至1965年间，贝里发行了8首单曲，其中3首获得了商业成功，进入了公告牌百强单曲榜的前20位，它们是、和摇滚风格的:168。1966年至1969年间，贝里在墨丘里唱片旗下发行了5张专辑，包括他的第一张现场专辑，在其中担任伴奏的是史蒂夫·米勒乐队。
尽管贝里在这段时期的录音室作品不太成功，但他依旧是具备吸引力的顶尖现场艺人。1964年5月，他成功地举行了英国巡演:168。贝里在1965年1月回国后，行为举止却变得反复无常。他演出时雇佣未排练的当地伴奏团，签合约时不接受协商，使他有了难对付、演出乏味的名声:173-174。他也在北美的大型活动中出场，如1969年7月在纽约市中央公园举办的谢弗音乐节，以及同年10月的多伦多摇滚复兴音乐节
。

## 1970-79年：《》
1970年至1973年，贝里回到了切斯唱片旗下。他1970年的专辑没有产出任何热门单曲。1972年，切斯唱片发行了新奇歌曲的现场版录音。这首歌的另一版本出现在贝里1968年的密紋唱片中，当时名为:184。该曲成为了贝里唯一一首冠军单曲。歌曲的现场版作为该曲热潮的后续于同年发行，是贝里在美国和英国最后一首进入前40位的单曲。这两首歌曲都被收录进半录音室半现场专辑（1972）中，该专辑属于伦敦录音期系列，这个系列还包括了其他切斯旗下支柱马迪·沃特斯与嚎叫大狼的作品。贝里和切斯的第二次合作结束于1975年的专辑，他的下一张专辑为1979年由阿特科唱片发行的，这也是他的最后一张录音室专辑。
1970年代，贝里凭借自己曾经的辉煌继续巡演。他在多年间四处旅行，只带着一把吉布森吉他，自信地认为无论到何处都能雇到一支熟知自己音乐的伴奏团。网站写道，在这个时期他的“现场演出变得愈加古怪，……与糟糕的伴奏乐队合作，献上草率、走调的表演”，这一切“败坏了他在新老歌迷中的名声”。与贝里合作过的许多伴奏乐队领袖中有布鲁斯·斯普林斯廷和史蒂夫·米勒，他们在当年还是刚起步的新人。斯普林斯廷在纪录片中回忆道，贝里甚至都不给乐队曲目单，期望乐手能跟上他的每个吉他前奏。演出结束后，贝里不和乐队说话，也不感谢他们。尽管如此，在1995年贝里的摇滚名人堂演唱会上，斯普林斯廷再一次为他伴奏。1979年6月1日，贝里受总统吉米·卡特邀请到白宫演唱。
贝里在70年代巡回演唱自己的老歌，当地的发起人经常直接支付他现金。这样的巡演方式为美国国家税务局控告贝里是逃税惯犯增加了依据。第三次面对犯罪指控的贝里供认了逃税罪名，入狱4个月，并在1979年以举办公益演唱会的方式完成了1000小时的社区劳动。

## 1980-2017年：继续前进

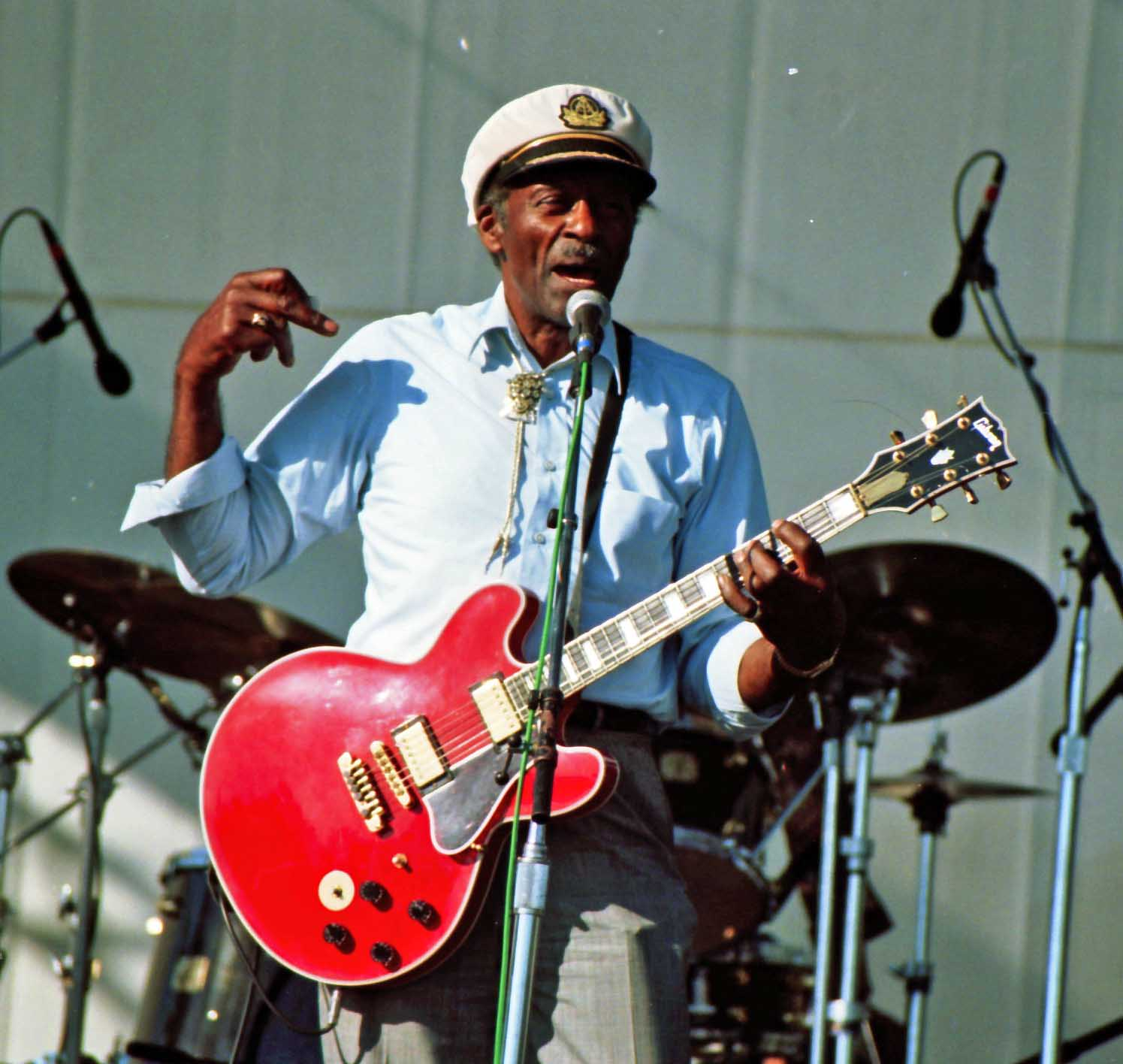
现场演出的贝里，1997年。

贝里在1980年代继续每年举办70至100场单次演唱会，依旧单独旅行，在每一站雇佣当地乐队作伴奏。1986年，导演泰勒·哈克福德为贝里的60岁生日演唱会拍摄了纪录片。这场演唱会由基思·理查兹组织举办，与贝里同台的艺人有埃里克·克莱普顿、埃塔·詹姆斯、朱利安·列侬、罗伯特·克雷、琳达·罗什塔等。贝里使用了一把，是他1970年代巡演中喜爱的型的奢华版。理查兹使用了一把定制的黑色，克雷弹奏的是，克莱普顿的吉他为吉布斯型，是贝里在早期录音中使用的同款。
1980年代末期，贝里在密苏里州温茨维尔买下一家餐厅，名叫“南方天空”（Southern Air）。1990年，几位女性控告他在女厕安装了摄像头。贝里声称自己装摄像头是为了获取一个有偷窃嫌疑的雇员犯罪的证据。尽管贝里在庭上并未被证明有罪，他选择了和59位女性的达成团体诉讼和解。据他的传记作者布鲁斯·佩格（Bruce Pegg）估计，此事花费了贝里超过120万美元，再加上律师费用。在此期间，他开始任用韦恩·T·勋伯格（Wayne T. Schoeneberg）作为法律顾问。据报道，警方的确在他家搜查出女性使用卫生间的录像带，其中一位女性是未成年人，还找到了62克大麻。贝里受到了毒品重罪和虐待兒童的指控，为了避免后者的罪名，他同意承认自己持有大麻的轻罪。他被判处有期徒刑6个月，缓期2年执行，并遵令向当地医院捐赠了5000美元。
2000年11月，贝里再次遭到起诉。他的前钢琴师约翰尼·约翰逊声称自己参与了超过50首歌曲的创作，包括、和等，而这些歌曲仅署了贝里的名字。法官裁定歌曲创作的时间太过久远，驳回了这一案。
2008年，贝里举行了欧洲巡演，前往的国家包括瑞典、挪威、芬兰、英国、荷兰、爱尔兰、瑞士、波兰和西班牙。同年夏季，他在马里兰州巴爾的摩的维珍音乐节上演唱。在2011年芝加哥的新年演唱会上，他因精疲力竭在台上昏倒，需要人帮助下台。贝里目前居住在密苏里州拉杜，距离圣路易斯约10英里远。他通常在每月的一个周三到蓝莓山餐厅演唱，该餐厅兼酒吧位于圣路易斯的德尔玛圈街区。
2017年3月18日，貝里在家中逝世，享年90歲。

## 成就和影响
作为摇滚乐先驱，贝里对摇滚音乐及摇滚生活态度都产生了重要影响。在（1955）、（1956）、（1957）和（1958）等歌曲中，贝里从节奏布鲁斯音乐中雕琢发展出使摇滚成为独特类型的主要元素，创作出的歌词生动幽默地描绘了青少年舞会、跑车、高中生活和消费文化，成功地吸引了青少年市场。他的吉他独奏和舞台风格是日后摇滚乐的主要影响来源，他的唱片是摇滚歌词、音乐元素及演唱技巧的宝藏。除披头士和滚石乐队外，大量其他重要的流行乐坛艺人翻唱过贝里的歌曲。他的吉他弹奏虽然在技术上成就不高，但风格有个人特色，用电声模仿瓶子琴颈（
）布鲁斯吉他手的声音。他受查理·克里斯蒂安和丁骨·沃尔克等吉他手的影响，奏出一种干净的、富有激情的声音，日后的许多吉他手将其列为他们各自风格的主要影响来源。贝里的舞台风格也对其他摇滚吉他手产生了影响，尤其是他惯常表演的单脚跳和“鸭子步”:31。他小时候有一次蹲下捡桌下的皮球时“膝盖完全弯曲，但头背部依旧保持挺直”，他的家人觉得这个姿势很搞笑。贝里第一次到纽约登台时用了这个动作，一些记者将其称为“鸭子步”。
摇滚乐评人罗伯特·克里斯特高认为贝里是“最伟大的摇滚音乐人”。约翰·列侬说：“如果你给摇滚另取一个名字，你可以叫它‘查克·贝里’。”美国吉他手泰德·纽根特说：“如果你不知道查克·贝里的每个乐句，你不算会弹摇滚吉他。”

贝里在好莱坞星光大道上的星形奖章。

贝里出现在《滚石》杂志的多个“史上最伟大”榜单中。2003年9月，他在“史上最伟大的100位吉他手”榜单上排名第6位。同年10月，他的合辑《
》在“史上最伟大的500张专辑”榜单上排名第21位。2004年3月，“不朽人物——史上最伟大的100位艺人”榜单将贝里列为第5位。同年12月，他的6首歌曲被选入“史上最伟大的500首歌曲”榜单，分别是（第7位）、（第18位）、（第97位）、（第128位）、（第272位）和（第374位）。
贝里获得了多项荣誉，包括1984年的格莱美终身成就奖和2000年的肯尼迪中心荣誉奖。他还入选了《时代杂志》2009年的“史上最伟大的10位电吉他手”榜单。2002年5月14日的第50届年度流行奖典礼上，贝里成为了第一批象征之一。他与其他两位BMI相关人物波·迪德利和小理查德一起接受了该奖。2014年8月，贝里赢得了保拉音乐奖的桂冠。

## 作品目录
录音室专辑
-  （1957年5月）
-  （1958年3月）
-  （1959年7月）
-  （1960年7月）
-  （1961年3月）
-  （1963年8月）
-  （1964年8月）
-  （1964年11月）
-  （1965年4月）
-  （1965年11月）
-  （1967年3月）
-  （1967年9月）
-  （1968年11月）
-  （1969年6月）
-  （1970年11月）
-  （1971年9月）
-  （1972年10月）
-  （1973年8月）
-  （1975年2月）
-  （1979年）

## 译注
1. ↑  原文：
2. ↑  原文：
3. ↑  原文：
4. ↑  原文：
5. ↑  原文：
6. ↑  原文：
7. ↑  原文：